# Son la mondina, son la sfruttata
 (juillet 2018).
Si vous disposez d'ouvrages ou d'articles de référence ou si vous connaissez des sites web de qualité traitant du thème abordé ici, merci de compléter l'article en donnant les références utiles à sa vérifiabilité et en les liant à la section « Notes et références ».
Son la mondina, son la sfruttata (en français : Je suis la mondina, je suis l'exploitée) est un chant de travail, composé par Piero Besate (it) sur un aria populaire de rizière.
Piero Besate, fonctionnaire du PCI, a composé le chant lors d'un congrès de Federbraccianti.
Le chant reprend la tradition des chants des mondariso du début du XXe siècle et des chants de travail antérieurs.
Avec lui (et pas seulement, mais aussi avec L'attentato a Togliatti) se termine[pas clair] la saison du chant social des années 1940, mais aussi le mouvement qui va des chants du Risorgimento et la chute du fascisme, avant l'avènement de Spartacus Picenus et la récupération[pas clair] (Cantacronache (it)).

## Artistes
- Canzoniere delle Lame (it)
- Coro delle Mondine di Novi (it)
- Giovanna Daffini
- Anna Identici
- Giovanna Marini
- Sandie Shaw
- Mary Hopkin
- Milva